# Leonor de Inglaterra (1215-1275)
Leonor de Inglaterra (Gloucester, 1215-Montargis, 13 de abril de 1275), también llamada Leonor Plantagenet o Leonor de Leicester, fue una noble inglesa, la última hija del rey Juan sin Tierra y su segunda esposa, Isabel de Angulema.

## Biografía
Leonor no conoció a su padre, Juan sin Tierra, que en el año de su nacimiento fue forzado a firmar la Carta Magna por la nobleza, muriendo al año siguiente en el castillo de Newark. El sucesor en el trono inglés, el joven Enrique III, hubo de enfrentar a Felipe II Augusto de Francia. Los leales al nuevo rey, dirigidos por Guillermo Marshal, conde de Pembroke, derrotaron a los franceses.
Marshal murió poco después, en 1219, y Leonor fue prometida en matrimonio al hijo de aquel, también llamado Guillermo. El casamiento se celebró el 23 de abril de 1224 en Londres, contando el novio con 34 años de edad y la novia tan solo con 9. El matrimonio no tuvo hijos y terminó a la muerte del marido, el 6 de abril de 1231.
Siete años más tarde, Leonor conoció a Simón de Montfort, VI conde de Leicester. Enamorado de la belleza, elegancia y clase de la hija de Juan sin Tierra, se casó con ella secretamente el 7 de enero de 1238 en la capilla real del Palacio de Westminster. El rey Enrique, hermano de Leonor, argumentó más tarde que había permitido el enlace porque Simón la había seducido. El matrimonio despertó la polémica porque se dijo que ella había jurado permanecer casta tras su viudez, lo que motivó que Simón realizara un viaje de peregrinación a Roma para obtener la aprobación papal de su unión. La pareja tuvo siete hijos:
- Enrique (noviembre de 1238-batalla de Evesham, 4 de agosto de 1265)
- Simón, apodado el joven (abril de 1240-Siena, 1271)
- Amaury (1242/1243-1300), canónigo de York.
- Guido (1244-1288), conde de Nola.
- Una hija, nacida y muerta en Burdeos (1248-1251)
- Ricardo (1252-1266)
- Leonor (1258-1282)

Simón V de Montfort encabezó la segunda guerra de los Barones contra Enrique III de Inglaterra, llegando a detentar el poder real tras el trono, pero finalmente fue derrotado y asesinado en la batalla de Evesham el 4 de agosto de 1265. Leonor partió al exilio en Francia, donde se convirtió en monja en la abadía de Montargis, una congregación fundada por la hermana de su marido, Amicia. Leonor murió allí el 13 de abril de 1275.